# Tour du Danemark 2017
La 27e édition du Tour du Danemark a eu lieu du 12 au 16 septembre 2017. La course fait partie du calendrier UCI Europe Tour 2017 en catégorie 2.HC. Le classement général fut remporté par Mads Pedersen, qui gagne également le classement par points et celui des jeunes.

## Équipes
| WorldTeams (3)- Astana - Team Sunweb - Trek-Segafredo Équipes continentales professionnelles (7)- Bardiani CSF - Cofidis, Solutions Crédits - Direct Énergie - Novo Nordisk - Roompot-Nederlandse Loterij - Sport Vlaanderen-Baloise - Wanty-Groupe Gobert Équipes continentales (5)- BHS-Almeborg Bornholm - ColoQuick-Cult - Giant-Castelli - Riwal Platform - Virtu Cycling Équipe nationale- Danemark |
| |

Seize équipes participent à ce Tour du Danemark - trois WorldTeams, sept équipes continentales professionnelles, cinq équipes continentales et une équipe nationale :

## Étapes
| Étape     | Date     | Villes étapes              | type                        | Distance (km) | Vainqueur d'étape | Leader du classement général |
| --------- | -------- | -------------------------- | --------------------------- | ------------- | ----------------- | ---------------------------- |
| 1re étape | 12 sept. | Frederiksberg – Kalundborg | étape de plaine             | 176,6         | Casper Pedersen   | Casper Pedersen              |
| 2e étape  | 13 sept. | Svendborg – Odense         | étape de plaine             | 183,8         |                   | Casper Pedersen              |
| 3e étape  | 14 sept. | Otterup – Vejle            | étape vallonnée             | 183,6         | Mads Pedersen     | Mads Pedersen                |
| 4e étape  | 15 sept. | Randers – Randers          | contre-la-montre individuel | 17,8          | Matthias Brändle  | Mads Pedersen                |
| 5e étape  | 16 sept. | Ebeltoft – Aarhus          | étape de plaine             | 198           | Max Walscheid     | Mads Pedersen                |

## Déroulement de la course

### 1reétape
| \| Classement de l'étape \| Classement de l'étape \| Classement de l'étape \| Classement de l'étape \| Classement de l'étape \| \| Coureur \| Coureur \| Pays \| Équipe \| Temps \| \| --------------------- \| ------------------------- \| --------------------- \| --------------------------- \| --------------------- \| \| 1er \| Casper Pedersen \| Danemark \| Giant-Castelli \| 4 h 07 min 47 s \| \| 2e \| Nacer Bouhanni \| France \| Cofidis, Solutions Crédits \| + 6 s \| \| 3e \| Phil Bauhaus \| Allemagne \| Team Sunweb \| + 6 s \| \| 4e \| Christophe Laporte \| France \| Cofidis, Solutions Crédits \| + 6 s \| \| 5e \| Thomas Boudat \| France \| Direct Énergie \| + 6 s \| \| 6e \| Matti Breschel \| Danemark \| Astana \| + 6 s \| \| 7e \| Michael Carbel Svendgaard \| Danemark \| VéloCONCEPT \| + 6 s \| \| 8e \| Nicolai Brøchner \| Danemark \| Riwal Platform \| + 6 s \| \| 9e \| Jesper Asselman \| Pays-Bas \| Roompot-Nederlandse Loterij \| + 6 s \| \| 10e \| John Degenkolb \| Allemagne \| Trek-Segafredo \| + 6 s \| |                           |           |                             |                 |
| |                           |           |                             |                 |
| Source : ProCyclingStats |                           |           |                             |                 |
| Classement de l'étape |                           |           |                             |                 |
| Coureur | Coureur                   | Pays      | Équipe                      | Temps           |
| 1er | Casper Pedersen           | Danemark  | Giant-Castelli              | 4 h 07 min 47 s |
| 2e | Nacer Bouhanni            | France    | Cofidis, Solutions Crédits  | + 6 s           |
| 3e | Phil Bauhaus              | Allemagne | Team Sunweb                 | + 6 s           |
| 4e | Christophe Laporte        | France    | Cofidis, Solutions Crédits  | + 6 s           |
| 5e | Thomas Boudat             | France    | Direct Énergie              | + 6 s           |
| 6e | Matti Breschel            | Danemark  | Astana                      | + 6 s           |
| 7e | Michael Carbel Svendgaard | Danemark  | VéloCONCEPT                 | + 6 s           |
| 8e | Nicolai Brøchner          | Danemark  | Riwal Platform              | + 6 s           |
| 9e | Jesper Asselman           | Pays-Bas  | Roompot-Nederlandse Loterij | + 6 s           |
| 10e | John Degenkolb            | Allemagne | Trek-Segafredo              | + 6 s           |

| \| Classement général \| Classement général \| Classement général \| Classement général \| Classement général \| \| Coureur \| Coureur \| Pays \| Équipe \| Temps \| \| ------------------ \| ------------------------- \| ------------------ \| --------------------------- \| ------------------ \| \| 1er \| Casper Pedersen \| Danemark \| Giant-Castelli \| 4 h 07 min 37 s \| \| 2e \| Nacer Bouhanni \| France \| Cofidis, Solutions Crédits \| + 10 s \| \| 3e \| Phil Bauhaus \| Allemagne \| Team Sunweb \| + 12 s \| \| 4e \| Christophe Laporte \| France \| Cofidis, Solutions Crédits \| + 16 s \| \| 5e \| Thomas Boudat \| France \| Direct Énergie \| + 16 s \| \| 6e \| Matti Breschel \| Danemark \| Astana \| + 16 s \| \| 7e \| Michael Carbel Svendgaard \| Danemark \| VéloCONCEPT \| + 16 s \| \| 8e \| Nicolai Brøchner \| Danemark \| Riwal Platform \| + 16 s \| \| 9e \| Jesper Asselman \| Pays-Bas \| Roompot-Nederlandse Loterij \| + 16 s \| \| 10e \| John Degenkolb \| Allemagne \| Trek-Segafredo \| + 16 s \| |                           |           |                             |                 |
| |                           |           |                             |                 |
| Source : ProCyclingStats |                           |           |                             |                 |
| Classement général |                           |           |                             |                 |
| Coureur | Coureur                   | Pays      | Équipe                      | Temps           |
| 1er | Casper Pedersen           | Danemark  | Giant-Castelli              | 4 h 07 min 37 s |
| 2e | Nacer Bouhanni            | France    | Cofidis, Solutions Crédits  | + 10 s          |
| 3e | Phil Bauhaus              | Allemagne | Team Sunweb                 | + 12 s          |
| 4e | Christophe Laporte        | France    | Cofidis, Solutions Crédits  | + 16 s          |
| 5e | Thomas Boudat             | France    | Direct Énergie              | + 16 s          |
| 6e | Matti Breschel            | Danemark  | Astana                      | + 16 s          |
| 7e | Michael Carbel Svendgaard | Danemark  | VéloCONCEPT                 | + 16 s          |
| 8e | Nicolai Brøchner          | Danemark  | Riwal Platform              | + 16 s          |
| 9e | Jesper Asselman           | Pays-Bas  | Roompot-Nederlandse Loterij | + 16 s          |
| 10e | John Degenkolb            | Allemagne | Trek-Segafredo              | + 16 s          |

### 2eétape
- Étape annulée en raison des conditions climatiques

### 3eétape
| \| Classement de l'étape \| Classement de l'étape \| Classement de l'étape \| Classement de l'étape \| Classement de l'étape \| \| Coureur \| Coureur \| Pays \| Équipe \| Temps \| \| --------------------- \| --------------------- \| --------------------- \| --------------------------- \| --------------------- \| \| 1er \| Mads Pedersen \| Danemark \| Trek-Segafredo \| 4 h 28 min 15 s \| \| 2e \| Michael Valgren \| Danemark \| Astana \| + 3 s \| \| 3e \| Lennard Hofstede \| Pays-Bas \| Team Sunweb \| + 6 s \| \| 4e \| Rasmus Guldhammer \| Danemark \| VéloCONCEPT \| + 6 s \| \| 5e \| Pieter Weening \| Pays-Bas \| Roompot-Nederlandse Loterij \| + 12 s \| \| 6e \| Fabien Grellier \| France \| Direct Énergie \| + 13 s \| \| 7e \| Marco Minnaard \| Pays-Bas \| Wanty-Groupe Gobert \| + 14 s \| \| 8e \| Alexander Kamp \| Danemark \| VéloCONCEPT \| + 18 s \| \| 9e \| Jonas Gregaard Wilsly \| Danemark \| Riwal Platform \| + 21 s \| \| 10e \| Dries Van Gestel \| Belgique \| Sport Vlaanderen-Baloise \| + 21 s \| |                       |          |                             |                 |
| |                       |          |                             |                 |
| Source : ProCyclingStats |                       |          |                             |                 |
| Classement de l'étape |                       |          |                             |                 |
| Coureur | Coureur               | Pays     | Équipe                      | Temps           |
| 1er | Mads Pedersen         | Danemark | Trek-Segafredo              | 4 h 28 min 15 s |
| 2e | Michael Valgren       | Danemark | Astana                      | + 3 s           |
| 3e | Lennard Hofstede      | Pays-Bas | Team Sunweb                 | + 6 s           |
| 4e | Rasmus Guldhammer     | Danemark | VéloCONCEPT                 | + 6 s           |
| 5e | Pieter Weening        | Pays-Bas | Roompot-Nederlandse Loterij | + 12 s          |
| 6e | Fabien Grellier       | France   | Direct Énergie              | + 13 s          |
| 7e | Marco Minnaard        | Pays-Bas | Wanty-Groupe Gobert         | + 14 s          |
| 8e | Alexander Kamp        | Danemark | VéloCONCEPT                 | + 18 s          |
| 9e | Jonas Gregaard Wilsly | Danemark | Riwal Platform              | + 21 s          |
| 10e | Dries Van Gestel      | Belgique | Sport Vlaanderen-Baloise    | + 21 s          |

| \| Classement général \| Classement général \| Classement général \| Classement général \| Classement général \| \| Coureur \| Coureur \| Pays \| Équipe \| Temps \| \| ------------------ \| ------------------ \| ------------------ \| --------------------------- \| ------------------ \| \| 1er \| Mads Pedersen \| Danemark \| Trek-Segafredo \| 8 h 35 min 57 s \| \| 2e \| Michael Valgren \| Danemark \| Astana \| + 9 s \| \| 3e \| Lennard Hofstede \| Pays-Bas \| Team Sunweb \| + 14 s \| \| 4e \| Rasmus Guldhammer \| Danemark \| VéloCONCEPT \| + 18 s \| \| 5e \| Casper Pedersen \| Danemark \| Giant-Castelli \| + 19 s \| \| 6e \| Pieter Weening \| Pays-Bas \| Roompot-Nederlandse Loterij \| + 24 s \| \| 7e \| Fabien Grellier \| France \| Direct Énergie \| + 25 s \| \| 8e \| Marco Minnaard \| Pays-Bas \| Wanty-Groupe Gobert \| + 26 s \| \| 9e \| Alexander Kamp \| Danemark \| VéloCONCEPT \| + 30 s \| \| 10e \| Dries Van Gestel \| Belgique \| Sport Vlaanderen-Baloise \| + 30 s \| |                   |          |                             |                 |
| |                   |          |                             |                 |
| Source : ProCyclingStats |                   |          |                             |                 |
| Classement général |                   |          |                             |                 |
| Coureur | Coureur           | Pays     | Équipe                      | Temps           |
| 1er | Mads Pedersen     | Danemark | Trek-Segafredo              | 8 h 35 min 57 s |
| 2e | Michael Valgren   | Danemark | Astana                      | + 9 s           |
| 3e | Lennard Hofstede  | Pays-Bas | Team Sunweb                 | + 14 s          |
| 4e | Rasmus Guldhammer | Danemark | VéloCONCEPT                 | + 18 s          |
| 5e | Casper Pedersen   | Danemark | Giant-Castelli              | + 19 s          |
| 6e | Pieter Weening    | Pays-Bas | Roompot-Nederlandse Loterij | + 24 s          |
| 7e | Fabien Grellier   | France   | Direct Énergie              | + 25 s          |
| 8e | Marco Minnaard    | Pays-Bas | Wanty-Groupe Gobert         | + 26 s          |
| 9e | Alexander Kamp    | Danemark | VéloCONCEPT                 | + 30 s          |
| 10e | Dries Van Gestel  | Belgique | Sport Vlaanderen-Baloise    | + 30 s          |

### 4eétape
| \| Classement de l'étape \| Classement de l'étape \| Classement de l'étape \| Classement de l'étape \| Classement de l'étape \| \| Coureur \| Coureur \| Pays \| Équipe \| Temps \| \| --------------------- \| --------------------- \| --------------------- \| --------------------- \| --------------------- \| \| 1er \| Matthias Brändle \| Autriche \| Trek-Segafredo \| 20 min 57 s \| \| 2e \| Martin Toft Madsen \| Danemark \| BHS-Almeborg Bornholm \| + 34 s \| \| 3e \| Michael Valgren \| Danemark \| Astana \| + 36 s \| \| 4e \| Mads Pedersen \| Danemark \| Trek-Segafredo \| + 37 s \| \| 5e \| Mathias Krigbaum \| Danemark \| ColoQuick-Cult \| + 52 s \| \| 6e \| Niklas Larsen \| Danemark \| VéloCONCEPT \| + 53 s \| \| 7e \| Max Walscheid \| Allemagne \| Team Sunweb \| + 57 s \| \| 8e \| Casper Pedersen \| Danemark \| Giant-Castelli \| + 58 s \| \| 9e \| Torkil Veyhe \| îles Féroé \| ColoQuick-Cult \| + 1 min 02 s \| \| 10e \| Martin Mortensen \| Danemark \| ColoQuick-Cult \| + 1 min 08 s \| |                    |            |                       |              |
| |                    |            |                       |              |
| Source : ProCyclingStats |                    |            |                       |              |
| Classement de l'étape |                    |            |                       |              |
| Coureur | Coureur            | Pays       | Équipe                | Temps        |
| 1er | Matthias Brändle   | Autriche   | Trek-Segafredo        | 20 min 57 s  |
| 2e | Martin Toft Madsen | Danemark   | BHS-Almeborg Bornholm | + 34 s       |
| 3e | Michael Valgren    | Danemark   | Astana                | + 36 s       |
| 4e | Mads Pedersen      | Danemark   | Trek-Segafredo        | + 37 s       |
| 5e | Mathias Krigbaum   | Danemark   | ColoQuick-Cult        | + 52 s       |
| 6e | Niklas Larsen      | Danemark   | VéloCONCEPT           | + 53 s       |
| 7e | Max Walscheid      | Allemagne  | Team Sunweb           | + 57 s       |
| 8e | Casper Pedersen    | Danemark   | Giant-Castelli        | + 58 s       |
| 9e | Torkil Veyhe       | îles Féroé | ColoQuick-Cult        | + 1 min 02 s |
| 10e | Martin Mortensen   | Danemark   | ColoQuick-Cult        | + 1 min 08 s |

| \| Classement général \| Classement général \| Classement général \| Classement général \| Classement général \| \| Coureur \| Coureur \| Pays \| Équipe \| Temps \| \| ------------------ \| ---------------------- \| ------------------ \| --------------------------- \| ------------------ \| \| 1er \| Mads Pedersen \| Danemark \| Trek-Segafredo \| 8 h 57 min 31 s \| \| 2e \| Michael Valgren \| Danemark \| Astana \| + 8 s \| \| 3e \| Casper Pedersen \| Danemark \| Giant-Castelli \| + 40 s \| \| 4e \| Rasmus Guldhammer \| Danemark \| VéloCONCEPT \| + 54 s \| \| 5e \| Lennard Hofstede \| Pays-Bas \| Team Sunweb \| + 1 min 10 s \| \| 6e \| Torkil Veyhe \| îles Féroé \| ColoQuick-Cult \| + 1 min 16 s \| \| 7e \| Pieter Weening \| Pays-Bas \| Roompot-Nederlandse Loterij \| + 1 min 19 s \| \| 8e \| Christophe Laporte \| France \| Cofidis, Solutions Crédits \| + 1 min 20 s \| \| 9e \| Asbjørn Kragh Andersen \| Danemark \| Danemark \| + 1 min 30 s \| \| 10e \| Jonas Gregaard Wilsly \| Danemark \| Riwal Platform \| + 1 min 33 s \| |                        |            |                             |                 |
| |                        |            |                             |                 |
| Source : ProCyclingStats |                        |            |                             |                 |
| Classement général |                        |            |                             |                 |
| Coureur | Coureur                | Pays       | Équipe                      | Temps           |
| 1er | Mads Pedersen          | Danemark   | Trek-Segafredo              | 8 h 57 min 31 s |
| 2e | Michael Valgren        | Danemark   | Astana                      | + 8 s           |
| 3e | Casper Pedersen        | Danemark   | Giant-Castelli              | + 40 s          |
| 4e | Rasmus Guldhammer      | Danemark   | VéloCONCEPT                 | + 54 s          |
| 5e | Lennard Hofstede       | Pays-Bas   | Team Sunweb                 | + 1 min 10 s    |
| 6e | Torkil Veyhe           | îles Féroé | ColoQuick-Cult              | + 1 min 16 s    |
| 7e | Pieter Weening         | Pays-Bas   | Roompot-Nederlandse Loterij | + 1 min 19 s    |
| 8e | Christophe Laporte     | France     | Cofidis, Solutions Crédits  | + 1 min 20 s    |
| 9e | Asbjørn Kragh Andersen | Danemark   | Danemark                    | + 1 min 30 s    |
| 10e | Jonas Gregaard Wilsly  | Danemark   | Riwal Platform              | + 1 min 33 s    |

### 5eétape
| \| Classement de l'étape \| Classement de l'étape \| Classement de l'étape \| Classement de l'étape \| Classement de l'étape \| \| Coureur \| Coureur \| Pays \| Équipe \| Temps \| \| --------------------- \| ------------------------- \| --------------------- \| -------------------------- \| --------------------- \| \| 1er \| Max Walscheid \| Allemagne \| Team Sunweb \| 4 h 44 min 10 s \| \| 2e \| Mads Pedersen \| Danemark \| Trek-Segafredo \| + 0 s \| \| 3e \| Michael Carbel Svendgaard \| Danemark \| VéloCONCEPT \| + 0 s \| \| 4e \| Thomas Boudat \| France \| Direct Énergie \| + 0 s \| \| 5e \| Michael Valgren \| Danemark \| Astana \| + 0 s \| \| 6e \| Christophe Laporte \| France \| Cofidis, Solutions Crédits \| + 0 s \| \| 7e \| Mirco Maestri \| Italie \| Bardiani CSF \| + 0 s \| \| 8e \| Alexander Kamp \| Danemark \| VéloCONCEPT \| + 0 s \| \| 9e \| Christoffer Lisson \| Danemark \| BHS-Almeborg Bornholm \| + 0 s \| \| 10e \| Jasper Stuyven \| Belgique \| Trek-Segafredo \| + 0 s \| |                           |           |                            |                 |
| |                           |           |                            |                 |
| Source : ProCyclingStats |                           |           |                            |                 |
| Classement de l'étape |                           |           |                            |                 |
| Coureur | Coureur                   | Pays      | Équipe                     | Temps           |
| 1er | Max Walscheid             | Allemagne | Team Sunweb                | 4 h 44 min 10 s |
| 2e | Mads Pedersen             | Danemark  | Trek-Segafredo             | + 0 s           |
| 3e | Michael Carbel Svendgaard | Danemark  | VéloCONCEPT                | + 0 s           |
| 4e | Thomas Boudat             | France    | Direct Énergie             | + 0 s           |
| 5e | Michael Valgren           | Danemark  | Astana                     | + 0 s           |
| 6e | Christophe Laporte        | France    | Cofidis, Solutions Crédits | + 0 s           |
| 7e | Mirco Maestri             | Italie    | Bardiani CSF               | + 0 s           |
| 8e | Alexander Kamp            | Danemark  | VéloCONCEPT                | + 0 s           |
| 9e | Christoffer Lisson        | Danemark  | BHS-Almeborg Bornholm      | + 0 s           |
| 10e | Jasper Stuyven            | Belgique  | Trek-Segafredo             | + 0 s           |

## Classements finals

### Classement général
| \| Classement général \| Classement général \| Classement général \| Classement général \| Classement général \| \| Coureur \| Coureur \| Pays \| Équipe \| Temps \| \| ------------------ \| ---------------------- \| ------------------ \| --------------------------- \| ------------------ \| \| 1er \| Mads Pedersen \| Danemark \| Trek-Segafredo \| 13 h 41 min 35 s \| \| 2e \| Michael Valgren \| Danemark \| Astana \| + 15 s \| \| 3e \| Casper Pedersen \| Danemark \| Giant-Castelli \| + 46 s \| \| 4e \| Rasmus Guldhammer \| Danemark \| VéloCONCEPT \| + 1 min 00 s \| \| 5e \| Lennard Hofstede \| Pays-Bas \| Team Sunweb \| + 1 min 16 s \| \| 6e \| Torkil Veyhe \| îles Féroé \| ColoQuick-Cult \| + 1 min 23 s \| \| 7e \| Pieter Weening \| Pays-Bas \| Roompot-Nederlandse Loterij \| + 1 min 25 s \| \| 8e \| Christophe Laporte \| France \| Cofidis, Solutions Crédits \| + 1 min 26 s \| \| 9e \| Asbjørn Kragh Andersen \| Danemark \| Danemark \| + 1 min 37 s \| \| 10e \| Jonas Gregaard Wilsly \| Danemark \| Riwal Platform \| + 1 min 39 s \| |                        |            |                             |                  |
| |                        |            |                             |                  |
| Source : ProCyclingStats |                        |            |                             |                  |
| Classement général |                        |            |                             |                  |
| Coureur | Coureur                | Pays       | Équipe                      | Temps            |
| 1er | Mads Pedersen          | Danemark   | Trek-Segafredo              | 13 h 41 min 35 s |
| 2e | Michael Valgren        | Danemark   | Astana                      | + 15 s           |
| 3e | Casper Pedersen        | Danemark   | Giant-Castelli              | + 46 s           |
| 4e | Rasmus Guldhammer      | Danemark   | VéloCONCEPT                 | + 1 min 00 s     |
| 5e | Lennard Hofstede       | Pays-Bas   | Team Sunweb                 | + 1 min 16 s     |
| 6e | Torkil Veyhe           | îles Féroé | ColoQuick-Cult              | + 1 min 23 s     |
| 7e | Pieter Weening         | Pays-Bas   | Roompot-Nederlandse Loterij | + 1 min 25 s     |
| 8e | Christophe Laporte     | France     | Cofidis, Solutions Crédits  | + 1 min 26 s     |
| 9e | Asbjørn Kragh Andersen | Danemark   | Danemark                    | + 1 min 37 s     |
| 10e | Jonas Gregaard Wilsly  | Danemark   | Riwal Platform              | + 1 min 39 s     |